# Risa Shigetomo
Risa Shigetomo (重友梨佐, Shigetomo Risa) est une coureuse de fond japonaise né le 29 août 1987 à Bizen, dans la préfecture d'Okayama au Japon.

## Palmarès
- Vainqueur du Marathon d'Osaka en 2017

## Records personnels
| Date             | Compétition      | Lieu    | Discipline    | Temps           |
| ---------------- | ---------------- | ------- | ------------- | --------------- |
| 24 octobre 2005  |                  | Okayama | 1 500 m       | 4 min 23 s 49   |
| 9 décembre 2006  |                  | Himeji  | 5 000 m       | 15 min 32 s 41  |
| 23 décembre 2010 |                  | Okayama | 10 000 m      | 32 min 38 s     |
| 29 janvier 2012  | Marathon d'Osaka | Osaka   | 20 000 m      | 1 h 07 min 19 s |
| 29 janvier 2012  | Marathon d'Osaka | Osaka   | Semi-marathon | 1 h 10 min 58 s |
| 29 janvier 2012  | Marathon d'Osaka | Osaka   | 25 000 m      | 1 h 24 min 03 s |
| 29 janvier 2012  | Marathon d'Osaka | Osaka   | 30 000 m      | 1 h 40 min 52 s |
| 29 janvier 2012  | Marathon d'Osaka | Osaka   | Marathon      | 2 h 23 min 23 s |